# 蒼頡篇
『蒼頡篇』（そうけつへん）は、秦から前漢にかけて作られた漢字学習書。『倉頡篇』とも書く。現存しないが、いくつかの残簡が発見されている。

## 歴史
『説文解字』の序および『漢書』芸文志によると、『蒼頡篇』に先行する漢字学習書として『史籀篇』があったが、秦の始皇帝のときに、廷尉の李斯が『史籀篇』の文字から秦の標準である小篆に合わない文字を取り除いて、新たに『蒼頡篇』7章を作った。その後、趙高が『爰歴篇』6章を、胡毋敬が『博学篇』7章を作った。前漢になると、以上の三篇をひとつにまとめ、60字ごとに章を分け直した。三篇をまとめたものもやはり『蒼頡篇』の名で呼んだ。全部で55章（3300字）があった。
『蒼頡篇』に類似した書物として、武帝のときに司馬相如が『凡将篇』を、元帝のときに史游が『急就篇』を、成帝のときに李長が『元尚篇』を作った。これらのうち、完全な形で現存するのは『急就篇』のみである。
平帝のときに『蒼頡篇』の続編として揚雄が『訓纂篇』を作り、また班固も続編を作った。後漢の和帝のときに賈魴が『滂喜篇』を作った。『訓纂篇・滂喜篇』の2つは『蒼頡篇』の続編として作られたために文字の重複がなく、のちに『蒼頡篇』『訓纂篇』『滂喜篇』の3書をあわせて『三蒼』と呼ぶようになった。
『蒼頡篇』には古い字が多かったので、後漢の杜林、魏の張揖、晋の郭璞が注を書いたというが、早くほろんだ。

## 再発見
『蒼頡篇』は宋代に滅び、他の書の引用に残るのみだったが、20世紀はじめに敦煌文献の中から『蒼頡篇』の40字ほどの断簡が発見された。また中華人民共和国成立以降も、居延漢簡・阜陽漢簡をはじめとして、『蒼頡篇』を記した多数の竹簡が発見されている。北京大学漢簡『蒼頡篇』は1230字という大量の文字を含んでいる。

## 内容
『蒼頡篇』は4字1句からなり、偶数句末で押韻している。『千字文』とよく似た形式になっている。「蒼頡作書、以教後嗣。幼子承詔、謹慎敬戒。」ではじまっており、冒頭の2字を取って『蒼頡篇』と呼んだものと考えられる。1章は60字すなわち15句になり、押韻の上からは中途半端な箇所で切れることになるが、これは『急就篇』も同様である。
『顔氏家訓』書証篇に、『蒼頡篇』は秦のときに作られたものなのに「漢兼天下」という語があるのはおかしいと言っている（この句は出土竹簡にも見える）。章立て以外に、文章にも変更が加えられているものと考えられる。
2008年に甘粛省永昌県水泉子で発見された漢簡（水泉子漢簡）中の『蒼頡篇』は、毎句の下に三字を補って七字一句に変更されていた。